# Francis J. Love
Francis Johnson Love (* 23. Januar 1901 in Cadiz, Harrison County, Ohio; † Oktober 1989 in Wheeling, West Virginia) war ein US-amerikanischer Politiker. Zwischen 1947 und 1949 vertrat er den ersten Wahlbezirk des Bundesstaates West Virginia im US-Repräsentantenhaus.

## Werdegang
Francis Love besuchte die öffentlichen Schulen seiner Heimat und anschließend bis 1924 das Bethany College in West Virginia. Zwischen 1926 und 1929 arbeitete er als Lehrer an der Warwood High School in Wheeling. Nach einem Jurastudium an der juristischen Fakultät der West Virginia University in Morgantown und seiner im Jahr 1932 erfolgten Zulassung als Rechtsanwalt begann er in Wheeling in seinem neuen Beruf zu praktizieren.
Love war Mitglied der Republikanischen Partei und wurde 1946 als deren Kandidat im ersten Distrikt von West Virginia in das US-Repräsentantenhaus in Washington, D.C. gewählt. Dort trat er am 3. Januar 1947 die Nachfolge des Demokraten Matthew M. Neely an. Da er aber bereits die folgende Wahl im Jahr 1948 gegen Robert L. Ramsay verlor, konnte Love bis zum 3. Januar 1949 nur eine Legislaturperiode im Kongress absolvieren. Nach dem Ende seiner Zeit im Kongress arbeitete Francis Love wieder als Anwalt. Zwischen 1956 und 1968 war er Delegierter zu allen Republican National Conventions. Er starb im Oktober 1989.